# Dalemansbos
Het Dalemansbos (soms ook Daelemansbos of Wormelaarbos) is een bos in de Vlaams-Brabantse gemeente Zemst. Het heeft een oppervlakte van 24 ha en ligt tussen de dorpskernen van Zemst, Zemst-Laar en Zemst-Bos. Het huidige bos is oorspronkelijk tot stand gekomen als een groots, aangeplant kasteelpark in het bezit van de familie d’Anethan. Begin 2015 kocht de natuurbehoudsvereniging Natuurpunt het van hen over. Tezamen met 24 ha weiland en boomgaarden vormt het het door hen beheerde natuurgebied Wormelaar–Dalemansbos.
Het bos wordt gekenmerkt door een grote, langwerpige vijver met daarin een klein en een iets groter eiland. Voorts zijn er nog enkele andere kleinere vijvertjes en bevinden de bronnen van zowel de Kleempoelbeek als de Molenbeek zich in het bosgebied. Opvallend is ook de Kapel van Onze-Lieve-Vrouw van 7 smarten (of Kapel van Deudon). Deze kapel is grofweg rond 1875 gebouwd in opdracht van de familie Deudon en staat aan de zuidoostelijke hoek van het gebied.

## Geschiedenis

### 18de eeuw
Op de Villaretkaart (1745–48) is de vroege voorloper van het Dalemansbos te zien. Het lag tussen de Kapel- en Wormelaarstraat, terwijl het huidige Dalemansbos eerder tussen de Nayakker en Wormelaarstraat ligt – iets zuidelijker dus. Enkel het uiterste zuiden van dit mid-18de-eeuwse bos komt overeen met een stuk van het huidige Dalemansbos, namelijk het uiterste noorden ervan. Het grootste deel van het huidige bos is op de Villaretkaart te zien als een groot open akkergebied, met in het zuidwesten een boerderij genaamd Cense Despoule. Deze boerderij had behalve een kleine boomgaard ook drie kleine vijvertjes, gelegen waar nu het westen van de grote vijver is.
Op de dertig jaar later gecreëerde Ferrariskaarten (1771–78) is ditzelfde bos te zien onder de naam Bois Wormelaer.  De hoeve ten noorden van het bos was op de Villaretkaart reeds te zien onder de naam Wormelor Cense, vandaag is het hierrond ontstane gehucht nog steeds bekend als Wormelaar. In het westen en zuiden was het bos gedurende het derde kwart van de 18de eeuw duidelijk gedeeltelijk gekapt, al was het in het oosten wel verder uitgebreid. Ook ten tijde van de Ferrariskaarten was er enkel één klein zuidelijk stukje van het bos dat overeenkwam met een klein noordelijk stukje van het huidige Dalemansbos. Dat betekent niet dat er geen begroeiing was. De zuidwestelijke hoeve, nu onder de naam Neckelspoel, was ondertussen sterk uitgebreid. Behalve enkele bijgebouwen en twee iets grotere vijvers in plaats van drie kleine, was ook de boomgaard zeer sterk uitgebreid. Deze boomgaard lag waar nu het midden van het bos is en had een grootte van om en bij de vijf hectare.

### 19de eeuw
In de 19de eeuw werd het bos nog verder weggekapt, voornamelijk het historische noordelijke deel verdween definitief. In het zuiden – het noorden van het huidige bos – bleef wel een deeltje staan en werd er zelfs een deel bij aangeplant. In de jaren 1840 was dat overblijvende stuk bos weliswaar hoogstens nog enkele hectare groot.

### Recente geschiedenis
Het gebied - bestaande uit 24 ha bos en 24 ha weiland - was lange tijd eigendom van de baron d'Arnethan. In januari 2015 verkochten zijn erfgenamen het bos en omliggende weilanden en boomgaarden aan de organisatie Natuurpunt, deze nieuwe eigenaar was ook de eerste om het bos publiek toegankelijk te maken. Vanaf 4 oktober 2015 is het bos geopend voor het brede publiek.

## Fauna
In en rond het bos leven ook enkele reeën.